# Павлодарский машиностроительный колледж
КГКП «Павлодарский машиностроительный колледж» является старейшим государственным средне-профессиональным учебным заведением и единственным, сохранившим свой профиль в Павлодарской области. ККГП «Павлодарский машиностроительный колледж» — единственное специализированное учебное заведение, осуществляющее подготовку кадров по техническим специальностям, необходимых для производственных предприятий машиностроительного комплекса. Расположен в г. Павлодаре.

## История колледжа
История Павлодарского машиностроительного колледжа начинается с 1 августа 1969 года. Им стал филиал Рубцовского машиностроительного техникума. Приказ № 206 от 1-августа 1969 года Министра тракторного и сельскохозяйственного машиностроения СССР о его организации гласил так: «В целях расширения подготовки специалистов средней квалификации для отрасли тракторного и сельскохозяйственного машиностроения принять предложение Павлодарского тракторного завода об организации с 1 сентября 1969 года, филиала Рубцовского машиностроительного техникума при Павлодарском тракторном заводе».
Так появился официальный документ об организации филиала при ПТЗ, хотя филиал функционировал уже с 1968 года. Первым заведующим филиала была Денисенко Луиза Павловна, в 1970 году заведующим филиала стал Яковенко Иван Иванович. Документы, связанные с этим периодом (приказы, фотографии, автобиографии), хранятся в музее.
От 13 июня 1974 года за № 229 появился приказ министра тракторного и сельскохозяйственного машиностроения СССР «О реорганизации филиала Рубцовского машиностроительного техникума, в Павлодарский вечерний машиностроительный техникум», директором которого стал Яковенко Иван Иванович, а 1977 по 2003 года директором стал Сальников Николай Георгиевич. С 20 сентября 1989 года, на основании приказов по основной деятельности техникума, ПВМТ стал называться Павлодарским машиностроительным техникумом.
Приказом по Павлодарскому машиностроительного техникуму от 1 февраля 1996 года за № 17 Павлодарский машиностроительный техникум был переименован в Павлодарский машиностроительный колледж, директором которого до 2003 был Сальников Николай Георгиевич. С 2003 года по 2006 года Смагулов Кайрат Темиржанович, а с 2006 года по настоящее время руководителем является Каирбаев Кайрат Айткенович.